# Bladeserver
Ein Bladeserver, auch Serverblade oder kurz Blade (engl. „Blatt“, „Klinge“), ist eine Baugruppe, die zusammen mit Gleichartigen eine Batterie nicht eigenständiger Computer bildet. Blades werden in herstellerspezifische Baugruppenträger eingesetzt und nutzen die darin eingebauten Netzteile gemeinsam.

## Aufbau

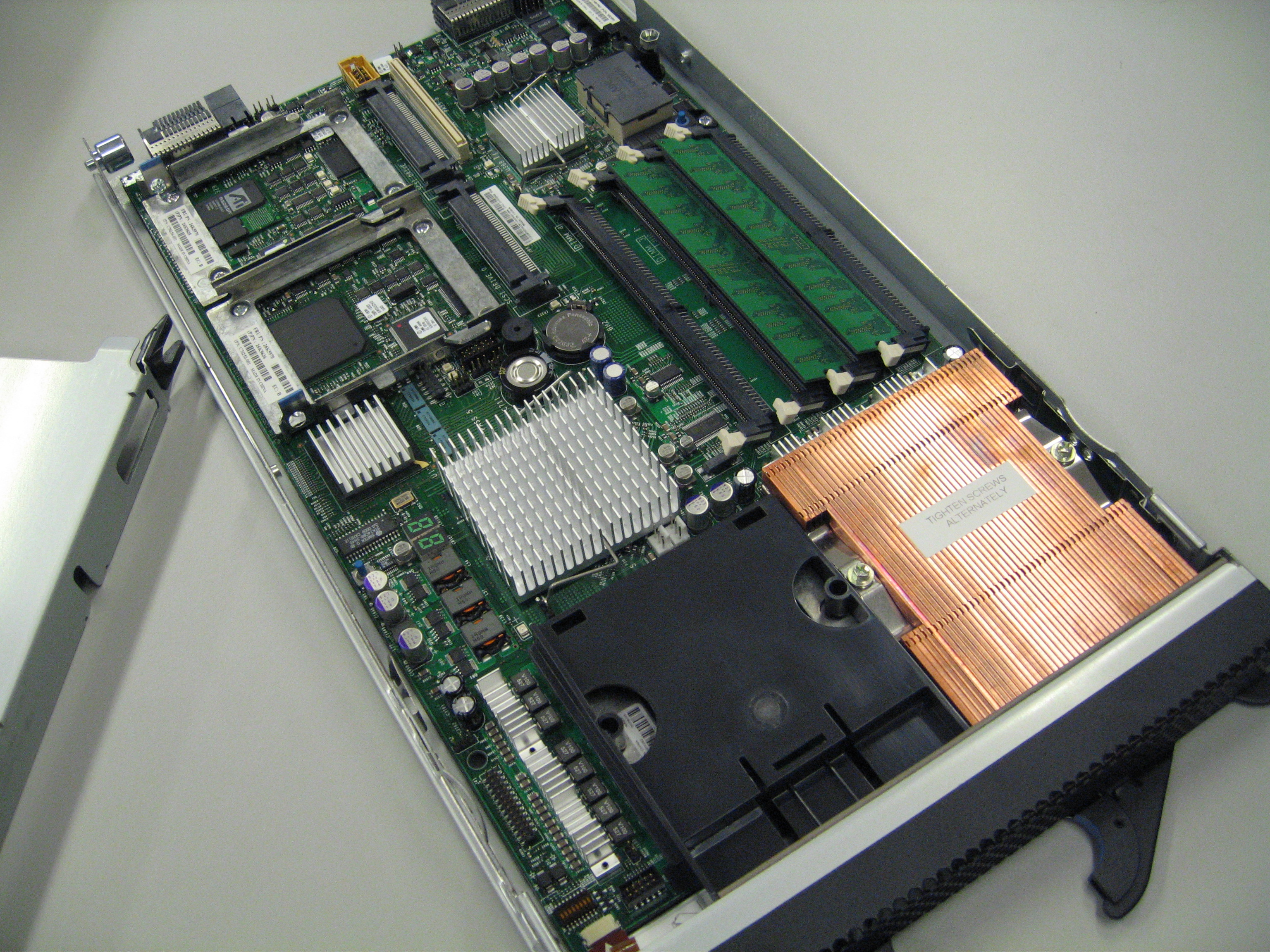
Ein IBM-HS20-Bladeserver geöffnet, oben links sind die leeren Einschübe für zwei 2,5"-SCSI-Festplatten zu erkennen. Unten die schwarze Abdeckung des Erweiterungsplatzes für einen zweiten Prozessor.

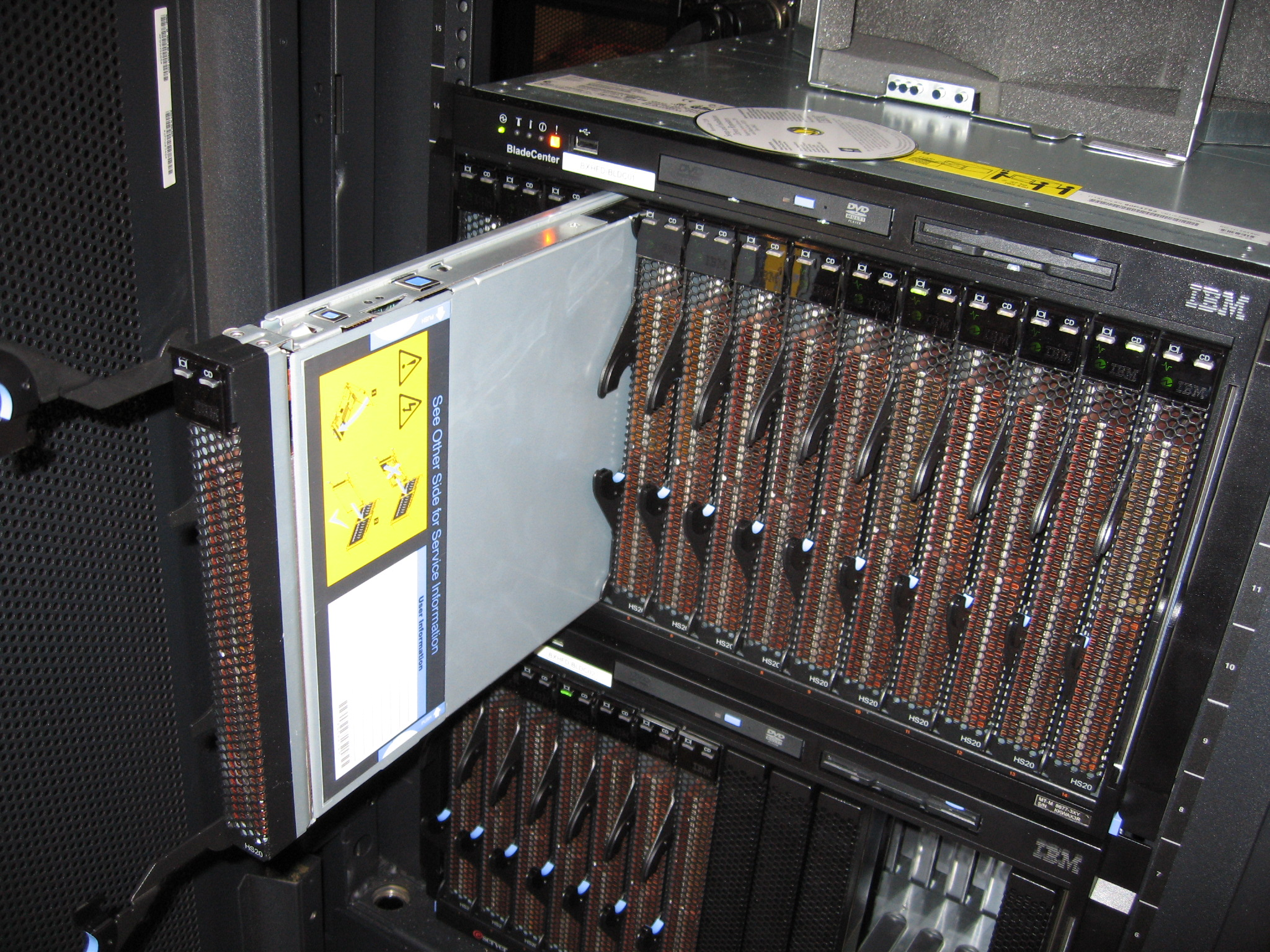
Ein IBM-BladeCenter mit einem herausgezogenen Blade. Die Laufwerke im oberen Rahmen können von allen Servern benutzt werden.

Die Baugruppenträger werden je nach Hersteller beispielsweise BladeCenter oder Blade Enclosure genannt und sind in der Regel für 19-Zoll-Racks vorgesehen. Die Blades werden in sogenannte Slots eingeschoben und sind dann automatisch mit der Backplane des Baugruppenträgers verbunden.

### Architektur
Blades besitzen in der Regel lediglich eine eigene Hauptplatine mit Mikroprozessoren, Arbeitsspeicher sowie keine, eine oder zwei Festplatten, die für das Betriebssystem gedacht sind. Wird mehr Plattenplatz benötigt, kann dieser entweder über einen Adapter im BladeCenter (Storage Area Network, NAS) oder über ein Erweiterungsmodul mit Festplatten, das allerdings selbst einen Slot im BladeCenter benötigt, geschaffen werden.
Die Blades nutzen also die gleichen Ressourcen, werden zentral verwaltet und haben eine gemeinsame Stromversorgung und Lüftung. So kann beispielsweise ein Standard-42U-19″-Rack bis zu 84 Blades aufnehmen und bis zu 7292 Prozessorkerne (14784 Threads) enthalten.
Ein Bladesystem, eine Bezeichnung von HP, stellt den darin angebundenen Blades die von diesen benötigte Hardware-Infrastruktur komplett zur Verfügung. Die Besonderheit ist, dass die Server keine Lüfter in den Blades haben, sondern die Lüfter redundant an der Rückseite des Gehäuses eingebaut sind. Somit kommt es nicht zu Hitzefeldern. Die patentierte Lüfterbauweise kommt ursprünglich aus der Flugzeugtechnik.
Ein BladeCenter, eine Bezeichnung von IBM, stellt den darin angebundenen Blades die von diesen benötigte Infrastruktur zur Verfügung. Dazu gehören neben der Stromversorgung u. a. optische Laufwerke, Netzwerkswitches und Fibrechannel-Switches (zur Storage-Anbindung). Diese Infrastruktur ist an eine bzw. zwei (Redundanz zwecks Ausfallsicherheit) Backplanes (Midplane) gekoppelt.

## Vorteile
Der Vorteil der Blades liegt in der kompakten Bauweise, der hohen Leistungsdichte, der Skalierbarkeit und Flexibilität sowie der einfacheren Verkabelung mit wesentlich geringerem Kabelaufwand und der schnellen und einfachen Wartung. Darüber hinaus wird nur ein einziger Tastatur-Grafik-Mauscontroller für den Baugruppenträger benötigt.
Die Gefahr von Schäden durch Lüfterausfall ist reduziert, da die Lüfter redundant im Baugruppenträger untergebracht sind.

## Nachteile
Durch die hohe Leistungsdichte auf engem Raum ist die Planung der Stromaufnahme und die Wärmeableitung nicht trivial. Bedingt durch die kompakte Bauweise sind Aufrüstungen an der Hardware schwieriger als bei herkömmlichen Tower- oder Rack-Servern. Bladeserver haben meist wenige bis gar keine zusätzlichen PCI- und Festplatten-Plätze, weshalb viele Anbieter ein Storage Area Network bereitstellen.

## Hersteller
Seit 2007 ist HP nicht nur Marktführer in Europa, sondern auch weltweit. Zum ersten Quartal 2011 hatte HP einen Marktanteil von knapp 50 %, gefolgt von IBM mit 20 % und Cisco mit 10 %. Weitere Hersteller sind Dell, Fujitsu Technology Solutions, Supermicro, Hitachi Data Systems und Oracle.